# Szkarłatonosek
Szkarłatonosek (Bibimys) – rodzaj ssaków z podrodziny bawełniaków (Sigmodontinae) w obrębie rodziny chomikowatych (Cricetidae).

## Rozmieszczenie geograficzne
Rodzaj obejmuje gatunki występujące w Ameryce Południowej.

## Morfologia
Długość ciała (bez ogona) 76–110 mm, długość ogona 62–80 mm, długość ucha 14–17,7 mm, długość tylnej stopy 20–23 mm; masa ciała 23–42 g.

## Systematyka
Rodzaj zdefiniował w 1979 roku argentyński zoolog Elio Massoia w artykule poświęconym opisowi nowego rodzaju i gatunku gryzoni, opublikowanym w czasopiśmie Physis. Gatunkiem typowym jest (oryginalne oznaczenie) szkarłatonosek parański (B. torresi). 

### Etymologia
Bibimys: Bibiana Mónica Massoia, córka Elio Massoii, autora opisu rodzaju; gr. μυς mus, μυος muos ‘mysz’.

### Podział systematyczny
Do rodzaju należą następujące występujące współcześnie gatunki:
| Grafika | Gatunek            | Autor i rok opisu | Nazwa zwyczajowa           | Podgatunki         | Rozmieszczenie geograficzne                                                                                       | Podstawowe wymiary                      | Status IUCN |
| ------- | ------------------ | ----------------- | -------------------------- | ------------------ | --- | --------------------------------------- | ----------- |
|         | Bibimys labiosus   | (Winge, 1887)     | szkarłatonosek wielkowargi | gatunek monotypowy | endemit Brazylii (od Minas Gerais na południe do Rio Grande do Sul); zakres wysokości: 420–100 m n.p.m.           | DC: 7,6–9 cm DO: 6,2–7,3 cm MC: 23–26 g | LC          |
|         | Bibimys chacoensis | (Shamel, 1931)    | szkarłatonosek argentyński | gatunek monotypowy | południowo-wschodni Paragwaj i północno-wschodnia Argentyna (południowe Misiones i północno-zachodnie Corrientes) | DC: 9,5–10 cm DO: 7–7,5 cm MC: 32–36 g  | LC          |
|         | Bibimys torresi    | Massoia, 1979     | szkarłatonosek parański    | gatunek monotypowy | endemit Argentyny (skrajnie południowe Entre Ríos oraz północne Buenos Aires)                                     | DC: 9–11 cm DO: 7,2–8 cm MC: 32–42 g    | VU          |

Kategorie IUCN:  LC  – gatunek najmniejszej troski,  VU  – gatunek narażony.
Opisano również gatunek wymarły z plejstocenu dzisiejszej Brazylii:
- Bibimys massoiai das Neves, Pardiñas, Hadler, Mayer & Ribeiro, 2020